# 壮族通史
《壮族通史》是中国历史学家黄现璠及其学生黄增庆、张一民合作编著的一本通史性著作，被视为“中国第一部壮族通史”。全书69.5万字，主要以黄现璠的观点、材料写成。1988年出版。

## 创作背景和过程
1943年，黄现璠开始从事少数民族的田野调查学术活动。1943年8月，黄现璠组织“黔桂边区考察团”，担任团长；1945年4月，他又组织“黔南边民考察团”，再任团长，数次带团深入黔桂两省少数民族地区展开学术调查活动。1951年6月，他任中央民族访问团中南访问团广西分团副团长（团长费孝通），随团深入广西少数民族地区慰问和调查。1952年3月，他带领助手前往都安、东兰、南丹一带调查；同年夏，又抵扶绥陇罗（今扶绥东罗）、崇左、德保、靖西一带从事田野调查，收集土司遗存文物史料。
1953年6月，黄现璠在广西大学组建“桂西僮族自治区人民政府文教局历史文物调查工作组”,担任组长,带领调查组成员深入南丹、天峨、河池、罗城、忻城等地，先后访问调查了瑶族、毛难族、苗族、壮族、仫佬族等少数民族，收集到大量文物和史料。1956年8月，他参与组建“广西少数民族社会历史调查组”，任副组长兼壮族分组长，实际负责全组学术调查工作，随后领导小组开展了广西有史以来最大规模的少数民族历史和传统文化调查，带队深入到桂西僮族自治州进行广泛的社会历史调查和收集史料。
随着大量调查史料的入手，进而促使黄现璠萌生出撰著壮族通史的设想，以弥补壮族有史以来没有一部完整历史记载的缺失。为此，他借赴北京出席第一届全国人大和人大民委会议时,向时任政务院（后改为国务院）总理的周恩来表達了自己的创作愿望，得到周恩来的鼓励。由此便有了1957年6月由广西人民出版社出版的黄现璠著《广西僮族简史》一书。在《广西僮族简史》的基础上，黄现璠经过20多年的史料补充，于1981年撰成《壮族通史》初稿。
1982年，黄现璠病逝。他的学生黄增庆研究员和张一民教授依据黄现璠的观点和材料，经过6年的整理和补充一些新研究成果，于1988年完成《壮族通史》稿。同年11月，《壮族通史》稿由广西民族出版社出版。

## 内容概要
《壮族通史》由13章组成。論述了壮族的形成及族源、族称、汉代以来广西壮族人口分布、从原始社会到民国时代的壮族政治、经济和社会状况、壮族文化、生活习俗，以及壮族人民自秦代到近代展开的各式政治及民族运动。书未附录有广西壮族地区各县市历史沿革表。

## 特色
《壮族通史》开创了中國少數民族通史的写作先例，具有重要的学术理论价值。黄现璠等著的《壮族通史》中具有的“壮族土著说”和“侬智高起兵反宋正义说”等史观，皆为后来由30多位学者共同编著的同名《壮族通史》（三卷，民族出版社，1997年6月）所继承和发展。

## 评价
- 广西壮族自治区人民政府主席韦纯束：“（黄现璠）与学生合著的《壮族通史》是我国第一部壮族通史，极大地丰富了我国少数民族研究的成果。”[7]
- 广西壮族自治区人大常委会主任黄荣：“1988年黄现璠与门生合著的《壮族通史》，被公认为中国第一部全面系统研究壮族历史文化的通史。”[8]
- 《民族文献提要》编委会：“该书以丰富充实的史料为佐证，详尽地论述了壮族的起源，全面地介绍了壮族各个历史时期的政治、经济、文化诸方面的发展状况。它是目前我国第一部壮族通史，本书丰富了我国少数民族历史的研究成果，也为壮族史的研究提供了较新较全的资料，是不可多得的参考书。”[9]
- 美国俄亥俄州立大学马克·本德尔教授：“黄现璠教授等著的《壮族通史》史料丰富，学术价值极高，均为国际民族学界开山之作，由此开拓出壮学研究的一代风气。”[10]

## 獲奖紀錄
- 1990年桂林市第二次社会科学优秀成果一等奖
- 1987-1990年度广西社会科学优秀成果一等奖[11]

## 類似書籍
- 《瑤族通史》（2007）